# Lonchocarpus eriocarinalis
Lonchocarpus eriocarinalis là một loài thực vật có hoa trong họ Đậu. Loài này được Micheli miêu tả khoa học đầu tiên.